# Tasajeras, Sinaloa
Tasajeras är en ort i Mexiko.   Den ligger i kommunen Choix och delstaten Sinaloa, i den nordvästra delen av landet, 1 200 km nordväst om huvudstaden Mexico City. Tasajeras ligger 336 meter över havet och antalet invånare är 491.
Terrängen runt Tasajeras är varierad. Runt Tasajeras är det mycket glesbefolkat, med 7 invånare per kvadratkilometer. Närmaste större samhälle är Choix, 9,5 km sydväst om Tasajeras. I omgivningarna runt Tasajeras växer huvudsakligen savannskog.